# Aloe rauhii
Aloe rauhii és una espècie de planta suculenta del gènere dels àloes dins la família de les asfodelàcies. És originària de Madagascar.

## Descripció
Aloe rauhii creix sense tija o tronc molt curt i després forma grups densos. Les fulles fins a 20 fulles lanceolades i deltoides formen denses rosetes. Són de color gris-verd, de vegades tenyit de marró de 7 a 10 cm de llargada i d'1,5 a 2 cm d'amplada. Les seves fulles són nombroses i disperses taques en forma de H. Té dents blanques al marge cartilaginós, d'aproximadament 0,5 mil·límetres de longitud i és d'1 a 2 mil·límetres de distància. Les inflorescències són simples o rarament ramificades i arriben a una longitud de 30 centímetres. Es componen de dotze a 18 flors de color rosa escarlata i més brillants a la seva desembocadura i de 25 mil·límetres de llarg i a la base són estretes.

## Distribució
És una planta amb les fulles suculentes formant una roseta que es troba a Madagascar a la Província de Toliara.

## Taxonomia
Aloe rauhii va ser descrita per Gilbert Westacott Reynolds i publicat a Journal of South African Botany 29: 151, a l'any 1963.
Etimologia
Vegeu: Aloe
rauhii: epítet atorgat en honor del botànic alemany Werner Rauh.
Sinonímia
- Guillauminia rauhii (Reynolds) P.V.Heath[5][2]